# ヘルヴァルト・ヴァルデン

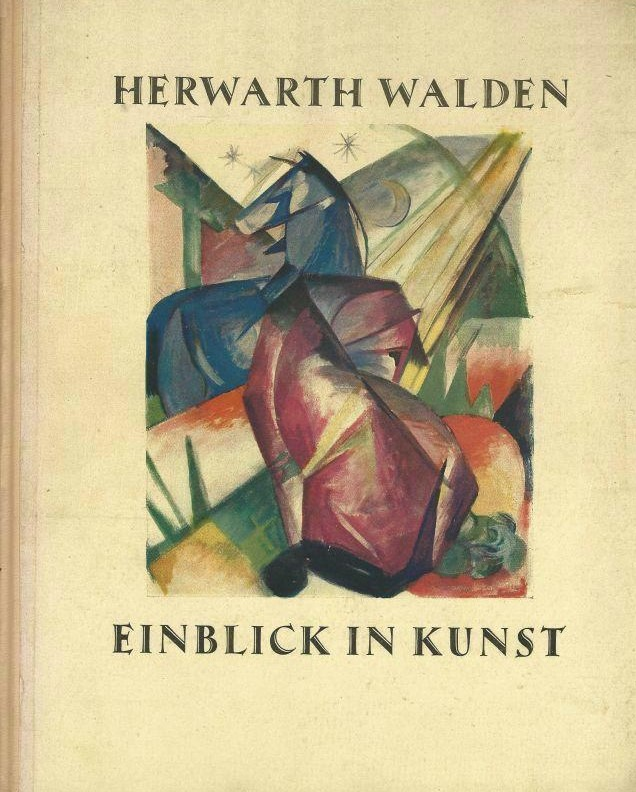
1924年の著書、「芸術の考察:表現主義、キュビスム、未来主義」の表紙、挿絵はフランツ・マルク

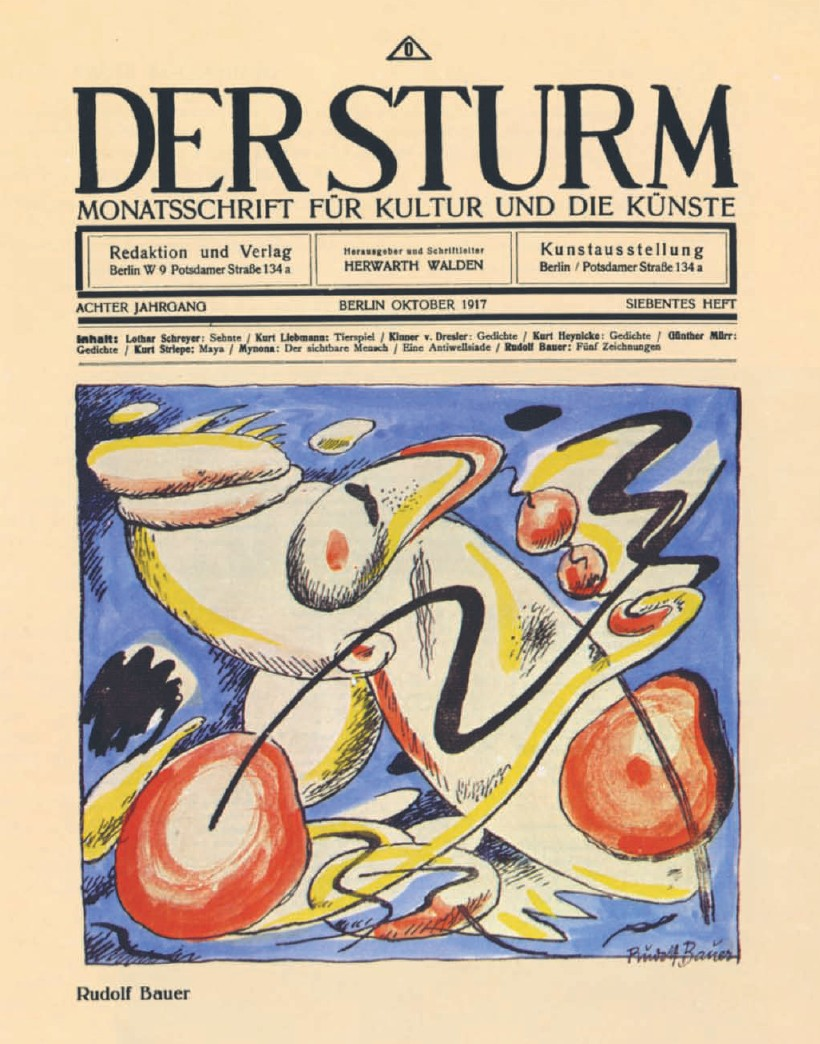
ヴァルデンが創刊した「Der Sturm」の1917年10月号、表紙絵は ルドルフ・バウアーによる。

ヘルヴァルト・ヴァルデン（Herwarth Walden、本名: Georg Lewin、1878年9月16日 - 1941年10月31日）は、ドイツの著述家、画廊店主、音楽家である。1910年にドイツ前衛芸術の雑誌、「Der Sturm」を創刊し、この雑誌は1932年まで存続した。1913年にベルリンで開かれた当時の前衛美術の作品を展示した大規模な展覧会「最初のドイツ秋季展」の開催を主導した。

## 略歴
ベルリンのユダヤ人の上流家庭に生まれた。父親のフィクトール・レヴィン(Viktor Lewin)は医師（Sanitätsrat）であった。ベルリンとフィレンツェで作曲とピアノ演奏を学んだ。文学、音楽、美術の評論をするようになり、1903年に「芸術協会(Verein für Kunst)」を設立し、翌年この協会には、ハインリヒ・マンやトーマス・マン、フランク・ヴェーデキント、ライナー・マリア・リルケ、リヒャルト・デーメル、アルフレート・デーブリーン、エルゼ・ラスカー＝シューラーといった文学者が参加した。
1903年11月に文学者のエルゼ・ラスカー＝シューラーと結婚した。ペンネームのヘルヴァルト・ヴァルデンはエルゼの提案によるもので、アメリカの作家、ヘンリー・デイヴィッド・ソローの著作『ウォールデン 森の生活』の主人公の名前からきている。
フランツ・プエムファート (Franz Pfemfert:1879-1954)と 雑誌「Der Sturm」を創刊し、1910年から1932年の間、編集した。プエムファートは後に「Der Sturm」を離れ、雑誌『ディー・アクティオーン』を創刊した。
1911年にスウェーデン人の音楽家の女性、ネリー・ルースルンド(Nelly Roslund: 1887-1975)と付き合うようになり、1912年にエルゼ・ラスカー＝シューラーと離婚しネリーと結婚した。この頃画廊の経営者として、前衛的な画家たちの作品を後援するようになった。ヴァルデンは「青騎士」や「未来派」を支援し、オスカー・ココシュカやマリア・ウーデン、ゲオルク・シュリンプフといった無名だった画家を支援した。1913年には前衛美術の作品を展示した大規模な展覧会「Erster Deutscher Herbstsalon（最初のドイツ秋季展）」を企画運営した。
第一次世界大戦が始まると、「Der Sturm」の報道特派員として働き、北欧やオランダでドイツの情報機関のために働いたとされる。
1919年に、共産党員になり、1924年に2度目の妻とも離婚した。1932年に3度目の結婚をしたが、1930年代の不況とナチスの台頭からドイツを離れ、モスクワに住み、教師として働いたが、1940年にドイツがソ連に宣戦布告すると、1941年にソヴィエト当局に逮捕され、サラトフの収容所で亡くなった。

## 著作
- Der Sturm (Magazine, 1910–1932)
- Dafnislieder für Gesang und Klavier (Songs, 1910)
- Das Buch der Menschenliebe (Novel, 1916)
- Die Härte der Weltenliebe (Novel, 1917)
- Expressionismus: Die Kunstwende (Essays, 1918)
- Kind (Drama, 1918)
- Menschen (Drama, 1918)
- Unter den Sinnen (Novel, 1919)
- Die neue Malerei (Essays, 1920)
- Glaube (Drama, 1920)
- Einblick in Kunst (Essay, 1920)
- Sünde (Drama, 1920)
- Die Beiden (Drama, 1920)
- Erste Liebe (Drama, 1920)
- Letzte Liebe (Drama, 1920)
- Im Geschweig der Liebe (Poems, 1925)
- Vulgär-Expressionismus (Essay, 1938)